# Abadeh
Abadeh (in farsi آباده) è una città iraniana di 52.042 abitanti. 
È situata nella provincia di Fars, a 2011 m s.l.m. in una fertile pianura circondata dai monti Ispahan e Shiraz. È il capoluogo dello shahrestān di Abadeh.
Nell'antichità prosperò come luogo di sosta delle carovane. Ancora oggi è un importante centro commerciale a livello regionale di cereali ed olio di ricino e di sesamo.
Oggi è famosa per la lavorazione del legno di pero e bosso.